# Masakra w Nir Oz
Masakra w Nir Oz – masakra dokonana 7 października 2023 roku przez bojowników rządzącego Strefą Gazy palestyńskiego ugrupowania Hamas na mieszkańcach izraelskiego kibucu Nir Oz, leżącego 2 km od granicy Izraela ze Strefą Gazy. Stanowiła część ataku Hamasu na Izrael, który zapoczątkował wojnę Izraela z Hamasem.
Kibuc Nir Oz był jednym z ponad 20 miejsc w południowym Izraelu zaatakowanych przez Hamas 7 października 2023 roku. Po dostaniu się do kibucu bojownicy Hamasu spędzili w nim dziewięć godzin, podczas których zabijali lub uprowadzali jako zakładników jego mieszkańców. Jak później podał tygodnik „The Forward”, bojownicy zabili 46 mieszkańców kibucu, a 71 porwali i zabrali do Strefy Gazy jako zakładników, co sprawia, że 1 na 4 osoby z liczącego dotychczas 427 mieszkańców kibucu została zabita lub uprowadzona przez Hamas.

## Opis
Liczący 427 mieszkańców i położony 2 km od granicy Izraela ze Strefą Gazy kibuc Nir Oz został napadnięty przez bojowników rządzącego Strefą Gazy palestyńskiego ugrupowania Hamas w pierwszych godzinach ataku tego ugrupowania na Izrael, który rozpoczął się rankiem 7 października 2023 roku i którego następstwem było wszczęcie przez Izrael wojny z Hamasem. Po dostaniu się do kibucu o 6:49 bojownicy Hamasu spędzili w nim dziewięć godzin, podczas których zabijali lub uprowadzali jako zakładników jego mieszkańców. Według późniejszych relacji izraelskiej armii i ocalałych mieszkańców kibuc najechało, jednocześnie z różnych kierunków, samochodami (w tym pick-upami), w sumie 150 uzbrojonych po zęby mężczyzn. Krótko po wejściu bojowników do kibucu wielu mieszkańców dowiedziało się o tym, co się dzieje, dzięki wymianie wiadomości na czacie na komunikatorze WhatsApp i zdołało ukryć się w bezpieczny pokój. Inne z późniejszych relacji mówiły także o przybyłych za bojownikami Hamasu do Nir Oz palestyńskich cywilach, którzy wiele godzin kręcili się po kibucu oraz plądrowali niektóre z domów, w tym takie, których mieszkańcy ukrywali się w obecnych w nich schronach.
Bojownicy dokonywali morderstw na ludziach z kibucu głównie poprzez ich zastrzeliwanie po wyciągnięciu z domów. Oprócz tego podpalali dobrze zabezpieczone, a przez to niemożliwe do zinfiltrowania domy z ukrywającymi się w nich mieszkańcami, przez co wielu z nich poniosło śmierć przez uduszenie. Do wybiegających z płonących domów bojownicy strzelali z zimną krwią. Przebieg działań Hamasu w kibucu relacjonował towarzyszący bojownikom dziennikarz, który tworzył materiały wideo zamieszczane następnie w palestyńskich serwisach informacyjnych. Walkę z bojownikami podjął zespół ochrony Nir Oz, jednak z powodu przewagi liczebnej Hamasu była ona skazana na niepowodzenie. Większość członków zespołu ochrony została zabita lub wzięta do niewoli jako zakładnicy podczas starć w obronie kibucu.
Około 15:30 do Nir Oz przybyli żołnierze Sił Obronnych Izraela, jednak wówczas wszyscy bojownicy Hamasu zdołali opuścić już kibuc. Żołnierze przez kilka godzin przeczesywali domy w kibucu w poszukiwaniu ewentualnie pozostawionych tam min-pułapek oraz wyprowadzali ocalałych mieszkańców z domowych schronów. Około 17:00 na miejsce przyjechał z kolei pierwszy ambulans. Około 160 ocalałych mieszkańców Nir Oz ewakuowano do Ejlatu, gdzie zostali zakwaterowani w jednym z tamtejszych hoteli.

## Ofiary

### Zabici
Według doniesień tygodnika „The Forward” z 7 grudnia 2023 roku podczas masakry w kibucu Nir Oz życie straciło 46 osób. Wśród zamordowanych mieszkańców kibucu znalazła się sześcioosobowa izraelsko-amerykańska rodzina Siman Tov: Yonatan (Johnny), jego żona Tamar, ich sześcioletnie córki, bliźniaczki Shahar i Arbel, ich sześcioletni syn Omer, a także matka Yonathana, Carol. Wszyscy zginęli w bezpiecznych pokojach w dwóch domach; dorośli zostali zastrzeleni, zaś dzieci poniosły śmierć wskutek pożaru. Brytyjski publiczny nadawca BBC później poinformował, że wielu użytkowników mediów społecznościowych zaprzeczało śmierci dzieci małżeństwa Siman Tov. Kilka dni po masakrze amerykański kanał informacyjny ABC News opublikował relację Kanadyjczyka Yoava Shimoniego, który twierdził, że na facebookowym profilu swojej mieszkającej w Nir Oz babci Brachy Levinson zobaczył nagranie wideo pokazujące umierającą Levinson leżącą we krwi na podłodze salonu swojego domu, w otoczeniu kilku stojących nad nią uzbrojonych mężczyzn.
18 października 2023 roku władze Izraela ogłosiły, że na terenie Nir Oz odnaleziono ciała 12-letniej Noji Dan i jej babci Karmeli Dan, które początkowo uznawano za uprowadzone i zabrane do Strefy Gazy jako zakładniczki. Historię dotkniętej spektrum autyzmu Noji Dan wraz z jej zdjęciem opublikowały w serwisie Twitter (X) izraelskie władze, kiedy jeszcze Dan była uznawana za żywą zakładniczkę Hamasu, a jako że Dan była wielką fanką serii powieści Harry Potter jednocześnie poprosiły o udostępnienie jej historii autorkę serii J.K. Rowling, co Rowling później uczyniła zarazem potępiając porwania dzieci.

### Porwani
„The Forward” podał, że podczas ataku na Nir Oz 71 jego mieszkańców zostało porwanych i zabranych do Strefy Gazy przez Hamas jako zakładnicy oraz że 40 z nich zostało uwolnionych, głównie podczas zawieszenia broni w wojnie Izraela z Hamasem w dniach 24 listopada–1 grudnia 2023 roku. Do uwolnienia zakładników pochodzących z Nir Oz doszło m.in. 24 listopada, gdy zwolniono 12 mieszkańców kibucu, i 27 listopada, kiedy to wolność odzyskało 11 Izraelczyków z Nir Oz. Wśród najbardziej znaczących uprowadzonych znaleźli się Alex Dancyg, polsko-izraelski historyk i działacz na rzecz dialogu polsko-żydowskiego, oraz Oded Lifszitz, izraelski dziennikarz i jeden z założycieli kibucu Nir Oz. Z Lifszitzem porwana została także jego żona Jochewed, którą 23 października 2023 roku Hamas uwolnił wraz z inną zakładniczką, Nurit Cooper, w następstwie mediacji ze strony Kataru i Egiptu. Z kibucu bojownicy Hamasu uprowadzili również izraelsko-argentyńską rodzinę Bibas: Jardena, jego żonę Sziri oraz ich dwóch synów, 4-letniego Ariela i 9-miesięcznego Kfira. Kfir jest najmłodszą z osób porwanych i wziętych przez Hamas jako zakładnicy podczas ataku z 7 października. Według stanu na 7 grudnia 2023 roku Kfir i jego brat nadal pozostawali w niewoli Hamasu jako ostatnie z dzieci przetrzymywanych przez to ugrupowanie od czasu ataku na Izrael z 7 października. Nie znaleźli się na liście osób przeznaczonych do uwolnienia podczas zawieszenia broni z końca listopada 2023 roku, kiedy to Hamas zwalniał głównie kobiety, nastolatków i dzieci. W sprawie uwolnienia rodziny Bibas jej dalsi krewni podejmowali rozmaite wysiłki włącznie z prośbą o pomoc do izraelskich władz i mediatorów zawieszenia broni pomiędzy Izraelem a Hamasem z Kataru i Egiptu oraz nagłośnieniem porwania na konferencji prasowej w europejskiej siedzibie ONZ w Genewie, ponadto w Tel Awiwie zorganizowano demonstrację poparcia dla przetrzymywanej rodziny.
Niektórzy z zakładników zmarli w niewoli Hamasu. 1 grudnia 2023 roku Siły Obronne Izraela potwierdziły śmierć czterech mieszkańców kibucu Nir Oz w niewoli w Strefie Gazy. 28 grudnia 2023 roku społeczność kibucu Nir Oz wydała oświadczenie, w którym potwierdziła śmierć w ataku z 7 października dotychczas uważanej za pozostającą przy życiu zakładniczkę Hamasu mającej potrójne, izraelsko-amerykańsko-kanadyjskie obywatelstwo Judi Weinstein Haggai. Tydzień wcześniej natomiast amerykański Biały Dom potwierdził śmierć męża Judi, Gadiego Haggaia. Rzecznik Nir Oz dodał także, że ciała obojga małżonków są przetrzymywane w Strefie Gazy (stan na 28 grudnia 2023 roku).